# Kalanchoe prolifera
Kalanchoe prolifera är en fetbladsväxtart som först beskrevs av Bow., och fick sitt nu gällande namn av R.-hamet. Kalanchoe prolifera ingår i släktet Kalanchoe och familjen fetbladsväxter. Inga underarter finns listade i Catalogue of Life.

## Bildgalleri

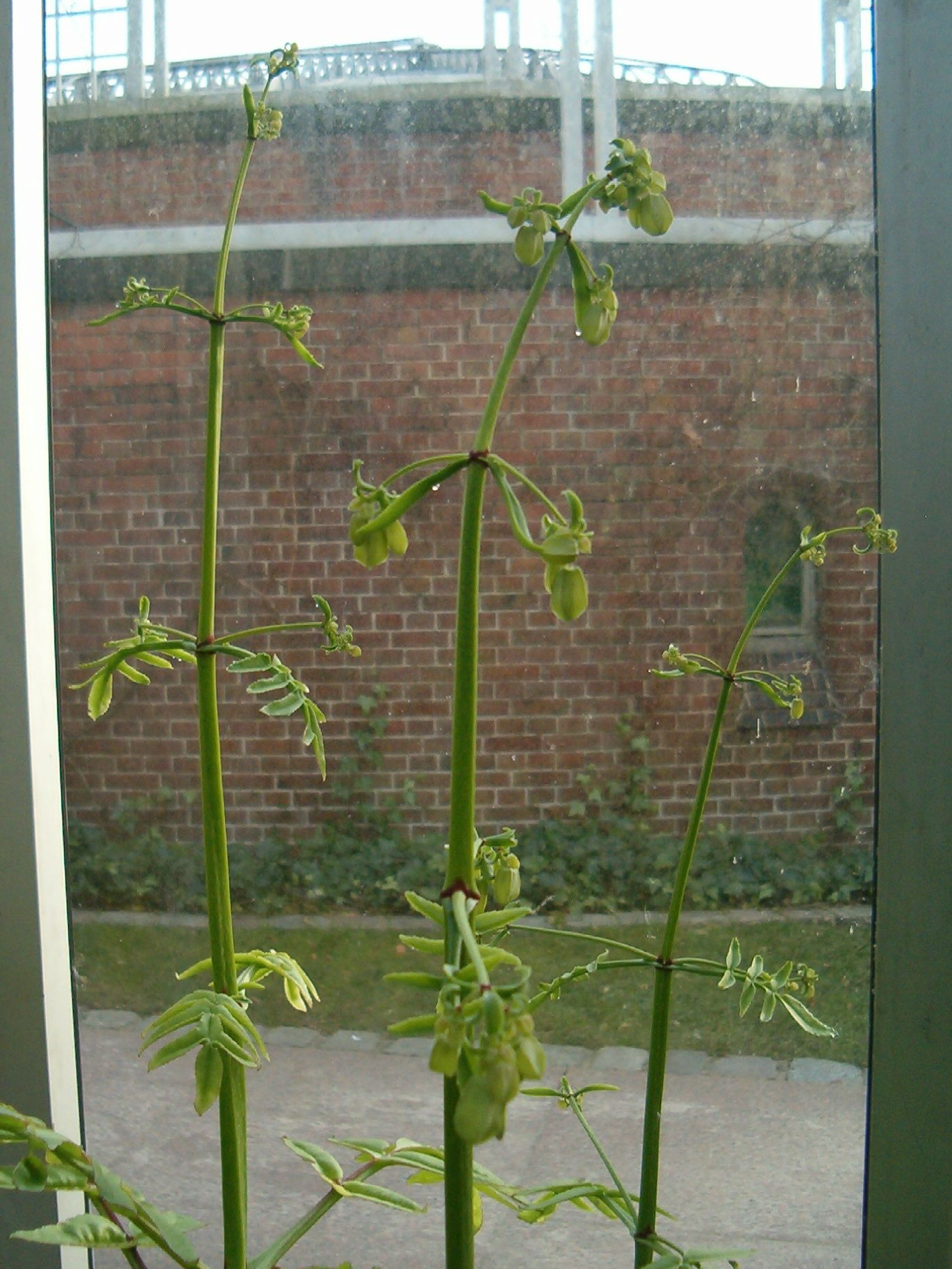
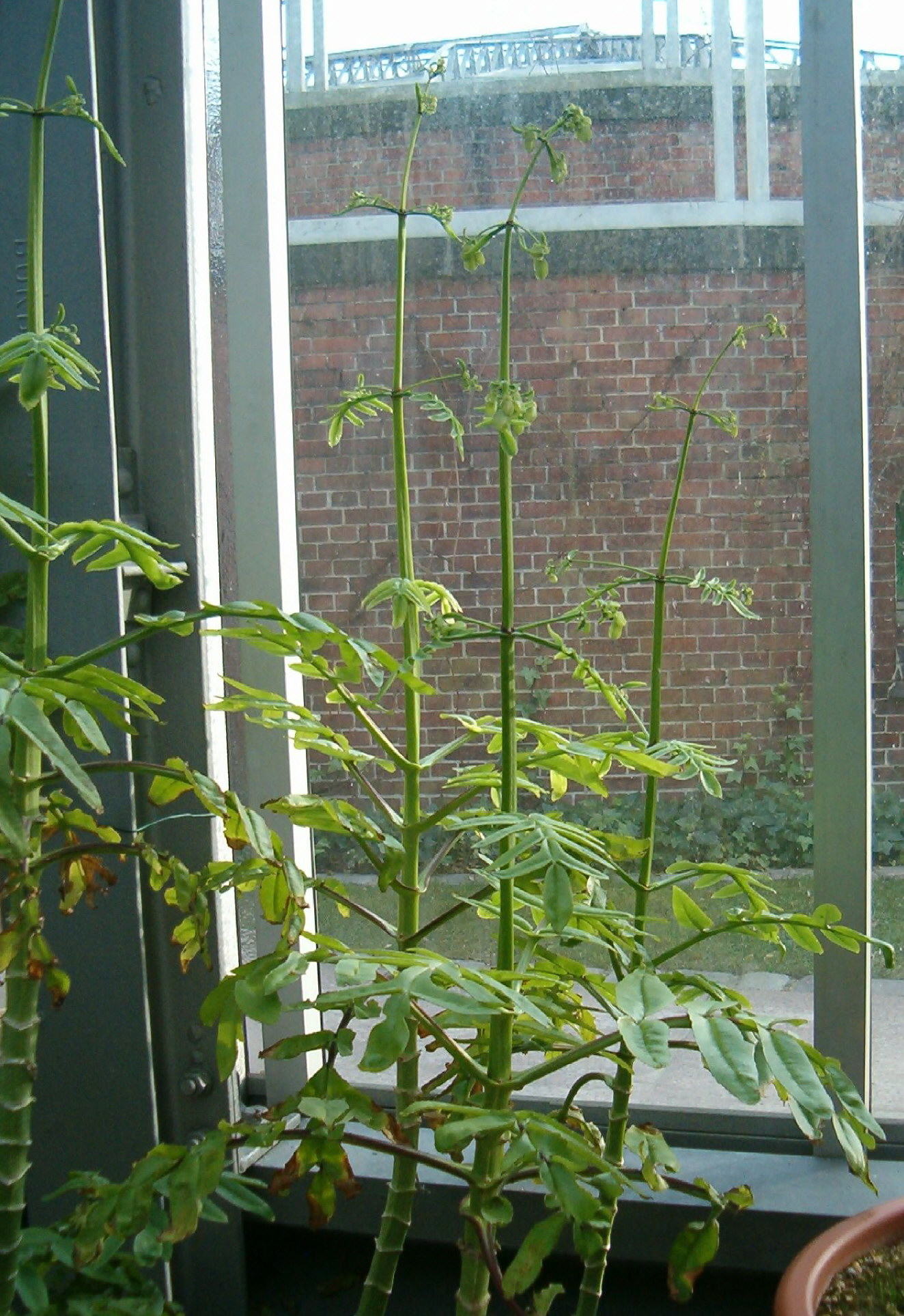
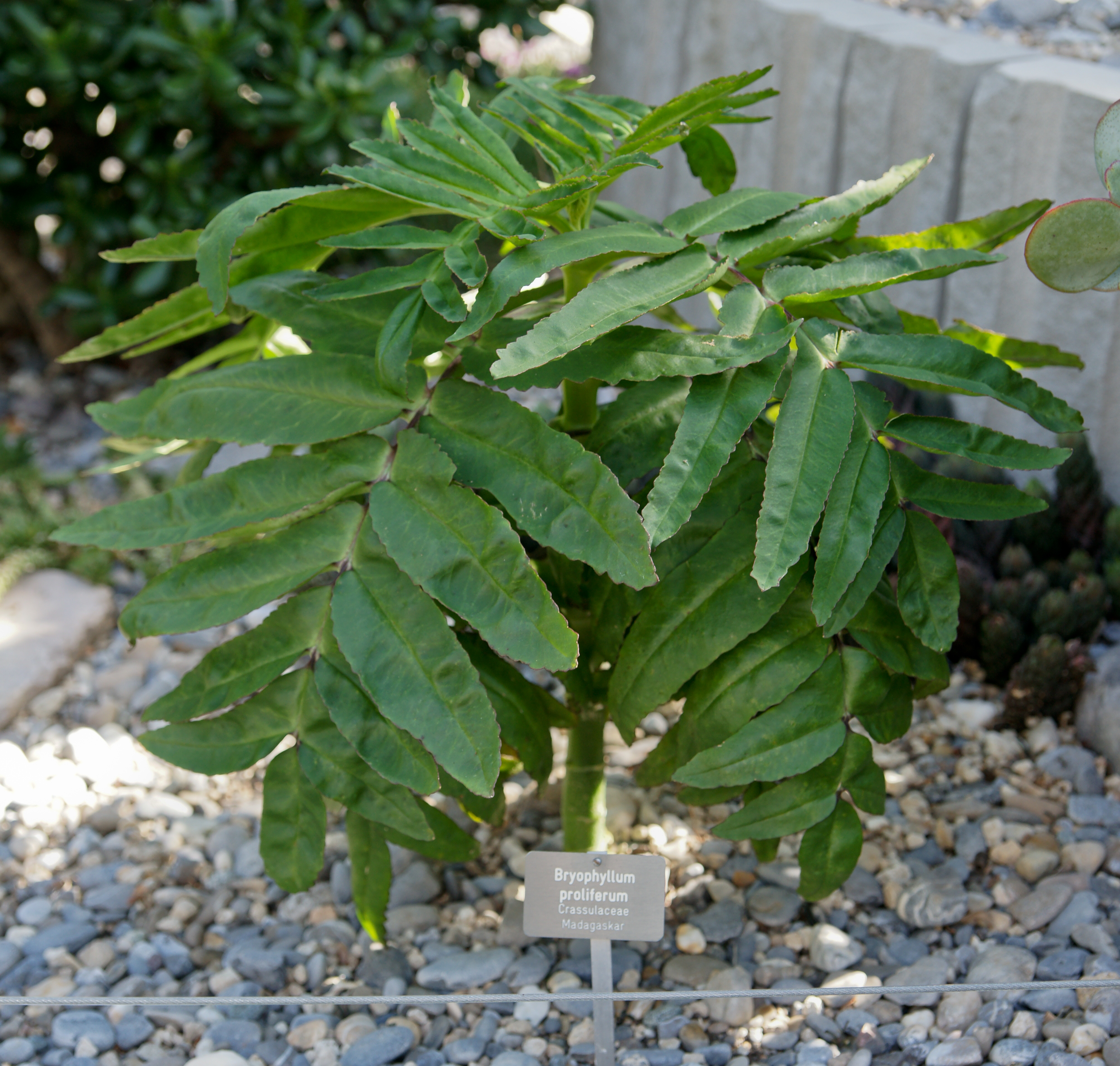